# Barbara Bain

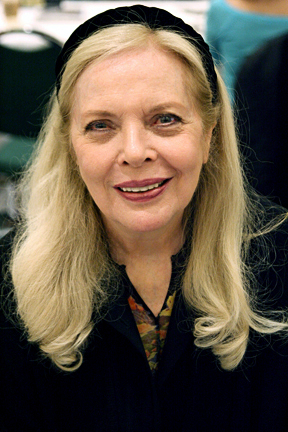
Barbara Bain (2006)

Barbara Bain, eigentlich Mildred Fogel, (* 13. September 1931 in Chicago, Illinois) ist eine US-amerikanische Schauspielerin. Bekannt wurde sie durch die Fernsehserien Kobra, übernehmen Sie und Mondbasis Alpha 1.

## Leben
Barbara Bain besuchte die University of Illinois und beendete ihr Studium mit Auszeichnung in den Fächern Soziologie und Psychologie. Danach zog sie nach New York, um Tanz bei Martha Graham zu studieren. Da dies jedoch finanziell nicht lukrativ war, versuchte sie sich zunächst als Model, jedoch fand sie in diesem Beruf keine Erfüllung.
1955 nahm sie dann Schauspielunterricht bei Martin Landau, der zu diesem Zeitpunkt Student am Actors Studio war. Nach anfänglichen Antipathien kamen sich die beiden näher und heirateten am 31. Januar 1957. Aus der Ehe gingen zwei Töchter hervor, die Filmproduzentin Susan Landau Finch und die Schauspielerin Juliet Landau.
Barbara Bain und Martin Landau spielten dann einige Zeit zusammen Theater und zogen letztlich nach Los Angeles, wo ihr Mann vom Regisseur Alfred Hitchcock für den Film Der unsichtbare Dritte verpflichtet wurde.
Zu dieser Zeit war Barbara Bain mehr mit der Erziehung ihrer beiden Töchter beschäftigt, konnte sich aber durch einige Fernsehauftritte profilieren.
Im Jahre 1966 bekam sie dann eine der vier Hauptrollen in der Serie Kobra, übernehmen Sie; ihr Mann Martin Landau wurde zunächst nur als wiederkehrender Gaststar engagiert und erst ab der zweiten Staffel zum Hauptdarsteller. Die Serie wurde ein Publikumsrenner und Barbara Bain war insbesondere auch bei den weiblichen Zuschauern sehr beliebt. Sie gewann als erste Frau drei Emmy Awards in Folge. Im Jahre 1969 kam das Ende ihrer Arbeit bei Kobra, übernehmen Sie. Weil Martin Landau zu hohe Gagenforderungen hatte, wurde er aus der Serie gestrichen, worauf Bain aus der Serie ausstieg. Allerdings beging sie damit Vertragsbruch und daher wurde gegen sie ein Arbeitsverbot bis ins Jahr 1971 verhängt.
Nach 1971 trat Barbara Bain zunächst in verschiedenen Fernsehfilmen wie Savage auf, bevor sie im Jahr 1975 nach London umsiedelte, um dort, erneut an der Seite ihres Mannes, eine Hauptrolle in der britischen Science-Fiction-Serie Mondbasis Alpha 1 anzunehmen. Auch diese Rolle war ein Glücksgriff, mit der sie erneut Kultstatus erlangte. So erhielt sie in Deutschland in einer Leserwahl den Bronzenen Bravo Otto der Jugendzeitschrift BRAVO.
Nach der Einstellung der Serie 1977 war sie in erster Linie als Gaststar in diversen Fernsehserien, wie Mord ist ihr Hobby oder Agentin mit Herz zu sehen. Ende der 1980er Jahre kriselte es in der Ehe von Barbara Bain und Martin Landau. 1993 schließlich kam es zur Scheidung. Danach konzentrierte sich Barbara Bain hauptsächlich auf ihre Arbeit am Theater, wo sie noch einige große Erfolge hatte.
Seit den 2000er Jahren konnte man Barbara Bain im Kino in Filmen wie Panic (2000) und American Gun (2002) sehen. Hinzu kamen Auftritte in verschiedenen Fernsehserien und Kurzfilmen. Ihr Schaffen umfasst mehr als 80 Produktionen.

## Filmografie (Auswahl)
- 1959: Richard Diamond, Privatdetektiv (Richard Diamond, Private Detective, Fernsehserie, fünf Folgen)
- 1960, 1964: Perry Mason (Fernsehserie, zwei Folgen)
- 1963: The Dick Van Dyke Show (Fernsehserie, eine Folge)
- 1963: Hawaiian Eye (Fernsehserie, eine Folge)
- 1963: 77 Sunset Strip (Fernsehserie, eine Folge)
- 1965: Mini-Max (Get Smart, Fernsehserie, eine Folge)
- 1966–1969: Kobra, übernehmen Sie (Mission: Impossible, Fernsehserie, 71 Folgen)
- 1975–1977: Mondbasis Alpha 1 (Space: 1999, Fernsehserie, 47 Folgen)
- 1985: Das Model und der Schnüffler (Moonlighting, Fernsehserie, eine Folge)
- 1987: Agentin mit Herz (Scarecrow and Mrs. King, Fernsehserie, eine Folge)
- 1987: CBS Summer Playhouse (Fernsehserie, eine Folge)
- 1988, 1991: Mord ist ihr Hobby (Murder, She Wrote, Fernsehserie, zwei Folgen)
- 1989: Skinheads in USA (Skinheads)
- 1994: Willkommen im Leben (My So-Called Life, Fernsehserie, eine Folge)
- 1997: Diagnose: Mord (Diagnosis Murder, Fernsehserie, eine Folge)
- 1998: Walker, Texas Ranger (Fernsehserie, eine Folge)
- 1999: Millennium – Fürchte deinen Nächsten wie Dich selbst (Millennium, Fernsehserie, eine Folge)
- 1999: Gideon
- 2000: Panic
- 2003: Strong Medicine: Zwei Ärztinnen wie Feuer und Eis (Strong Medicine, Fernsehserie, eine Folge)
- 2006: CSI: Den Tätern auf der Spur (CSI: Crime Scene Investigation, Fernsehserie, eine Folge)
- 2008: Ben 10: Alien Force (Fernsehserie, eine Folge)